# Шочжоу
Шочжоу (кит. упр. 朔州, пиньинь Shuòzhōu) — городской округ в провинции Шаньси КНР.

## История
При империи Северная Ци в 555 году была образована область Шочжоу (朔州).
В X веке Шочжоу вошла в число шестнадцати округов, переданных Ши Цзиньтаном киданям в качестве уплаты за помощь в восхождении на престол.
После Синьхайской революции в Китае была проведена реформа структуры административного деления, в ходе которой области были упразднены, и в 1912 году область Шочжоу была преобразована в уезд Шосянь (朔县).
После начала японо-китайской войны регион был в сентябре 1937 года занят японскими войсками. Японские власти создали в регионе марионеточное Автономное правительство Северного Цзинь, в 1939 году вошедшее в состав марионеточного государства Мэнцзян.
В 1952 году была расформирована провинция Чахар. 13 уездов, переданных в состав провинции Шаньси, были объединены в Специальный район Ябэй (雁北专区). В 1959 году Специальный район Ябэй и Специальный район Синьсянь (忻县地区) были объединены в Специальный район Цзиньбэй (晋北专区). В 1961 году Специальный район Цзиньбэй был вновь разделён на Специальный район Ябэй и Специальный район Синьсянь. В 1970 году Специальный район Ябэй был переименован в Округ Ябэй (雁北地区).
В марте 1988 года постановлением Госсовета КНР были расформированы уезды Шосянь и Пинлу округа Ябэй, а вместо них сформированы районы Шочэн и Пинлу, объединённые в городской округ Шочжоу; также в состав городского округа Шочжоу из-под юрисдикции округа Ябэй был передан уезд Шаньинь.
В 1993 году округ Ябэй был расформирован, и ранее входившие в него уезды Инсянь, Ююй и Хуайжэнь также были включены в состав городского округа Шочжоу.
3 августа 2018 года уезд Хуайжэнь был преобразован в городской уезд.

## Административно-территориальное деление
Городской округ Шочжоу делится на 2 района, 1 городской уезд, 3 уезда:
| Карта | Карта          | Карта    | Карта     | Карта        | Карта                  | Карта         | Карта                      |
| ----- | -------------- | -------- | --------- | ------------ | ---------------------- | ------------- | -------------------------- |
|       |                |          |           |              |                        |               |                            |
| #     | Статус         | Название | Иероглифы | Пиньинь      | Население (2003 прим.) | Площадь (км²) | Плотность населения (/км²) |
| 1     | Район          | Шочэн    | 朔城区    | Shuòchéng qū | 380 000                | 1793          | 212                        |
| 2     | Район          | Пинлу    | 平鲁区    | Pínglǔ qū    | 190 000                | 2314          | 82                         |
| 3     | Уезд           | Шаньинь  | 山阴县    | Shānyīn xiàn | 220 000                | 1652          | 133                        |
| 4     | Уезд           | Инсянь   | 应县      | Yìng xiàn    | 270 000                | 1708          | 158                        |
| 5     | Уезд           | Ююй      | 右玉县    | Yòuyù xiàn   | 100 000                | 1965          | 51                         |
| 6     | Городской уезд | Хуайжэнь | 怀仁市    | Huáirén shì  | 250 000                | 1230          | 203                        |